# HMCS Brantford (1941)
HMCS Brantford (K218) (с англ. — «Его Величества Канадский Корабль «Брантфорд»») — корвет типа «Флауэр», служивший в Королевском военно-морском флоте Канады в годы Второй мировой войны. Назван в честь города Брантфорд в провинции Онтарио. Во время войны находился в составе Западных местных конвойных сил, в конце войны был переоборудован в учебное судно, а после войны ходил под флагами Гондураса и Японии. Разрезан на металл в 1976 году.

## Проект «Флауэр»

### Общее описание
Корветы типа «Флауэр», состоявшие на вооружении Королевского ВМФ Канады во время Второй мировой войны (такие, как «Брантфорд»), отличались от более ранних и традиционных корветов с днищевыми колонками. Французы использовали наименование «корвет» для обозначения небольших боевых кораблей; некоторое время британский флот также использовал этот термин вплоть до 1877 года. В 1930-е годы в канун войны Уинстон Черчилль добился восстановления класса «корвет», предложив называть так маленькие корабли сопровождения, схожие с китобойными судами. Новому типу корветов было присвоено название «Флауэр»; корветам, как следовало из наименования этого типа, присваивали имена цветов.
Корветы, принятые на вооружение Королевским военно-морским флотом Канады, были названы преимущественно в честь канадских местечек, жители которых участвовали в строительстве кораблей. Эту идею отстаивал адмирал Перси Уокер Неллз. Компании, финансировавшие строительство, как правило, были связаны с местечками, в честь которых был назван каждый корвет. Корветы британского флота занимались сопровождением в открытом море, корветы канадского флота — береговой охраной (играя преимущественно вспомогательную роль) и разминированием. Позже канадские корветы были доработаны так, чтобы нести службу и в открытом море.

### Технические характеристики
Корветы типа «Флауэр» имели следующие главные размерения: длина — 62,5 м, ширина — 10 м, осадка — 3,5 м. Водоизмещение составляло 950 т. Основу энергетической установки составляла 4-тактная паровая машина тройного расширения и два котла мощностью 2750 л.с. (огнетрубные котлы Scotch у корветов программы 1939—1940 годов и водотрубные у корветов программы 1940—1941 годов). Тип «Флауэр» мог развивать скорость до 16 узлов, его автономность составляла 3500 морских миль при 12 узлах, а экипаж варьировался от 85 (программа 1939—1940 годов) до 95 человек (программа 1940—1941 годов).
Главным орудием корветов типа «Флауэр» было 102-мм морское орудие Mk IX. Зенитное вооружение состояло из спаренных 12,7-мм пулемётов Vickers и 7,7-мм пулемётов Lewis, позже заменённых на сдвоенные 20-мм пушки «Эрликон» и одиночные 40-мм орудия Mk VIII. В качестве противолодочного оружия использовались бомбосбрасыватели Mk II. Роль радиолокационного оборудования играли радары типа SW1C или 2C, которые по ходу войны были заменены на радары типа 271 для наземного и воздушного обнаружения, а также радары типа SW2C или 2CP для предупреждения о воздушной тревоге. В качестве сонаров использовались гидроакустические станции типа 123A, позже заменённые на типы 127 DV и 145.

## Служба
«Брантфорд» был заказан в рамках программы строительства корветов типа «Флауэр» на 1940—1941 годы. По сравнению с предыдущими кораблями отличался наличием водяных котлов и отсутствием средств для траления мин. Заложен 24 февраля 1941 года компанией «Midland Shipyards Ltd.» в Мидленде (Онтарио). Спущен на воду 6 сентября 1941 года и принят в состав КВМФ Канады 15 мая 1942 года в Монреале. Перед принятием в состав канадского флота 1 мая 1942 года корвет покинул верфь Midland Shipyard, прибыв в сухой док Коллингвуд, откуда вскоре отправился в Торонто для испытания артиллерии и противолодочного оружия. Радиоэлектронное оборудование было установлено на борт корабля в Монреале.
Свою службу корвет «Брантфорд» начал в то время, когда в устье реки Святого Лаврентия часто засекались немецкие субмарины, торпедировавшие сухогрузы разных стран: за трое суток до его принятия в состав КВМФ Канады к северу от мыса Магдален были торпедированы сухогруз «Никойя» и нидерландское торговое судно «Лето». В связи с этим было принято решение объединить торговые суда, следовавшие через Атлантику, в конвои: при следовании в устье реки святого Лаврентия корабли должны были зайти в Сидней, чтобы им была предоставлена охрана, а при обратном маршруте — в Квебек за той же охраной (подобные конвои стали известны под индексами SQ и QS соответственно). Поскольку «Брантфорду» предстояло выйти из Монреаля и направиться в Галифакс, ему доверили охрану двух конвоев. 22 мая 1942 года он вышел из Квебека, сопровождая конвой QS-2 до Сиднея и прибыв туда три дня спустя. Затем он вышел оттуда, сопровождая конвой QS-3 до Гаспе. В течение последующего месяца корвет использовался в качестве корабля сопровождения для охраны конвоев между Галифаксом и Сиднеем.
С июля 1942 года «Брантфорд» находился в составе Западных местных конвойных сил, в группе W-3. Эти силы занимались сопровождением конвоев, шедших из Галифакса, Нью-Йорка и Бостона, вплоть до встречи в районе Сент-Джонса с Центральноокеанскими конвойными силами, а также сопровождали шедшие в эти порты конвои. Подобные задания «Брантфорд» выполнял на протяжении двух лет, однако за это время ни разу не участвовал непосредственно в уничтожении вражеских подводных лодок. Тем не менее в сентябре 1942 года корвету «Брантфорд» предстояло поучаствовать в спасении части судов из трансатлантического конвоя ON-127, шедшего из Великобритании. Вечером 13 сентября он вышел из Сент-Джонса вместе с группой кораблей — британским эсминцем «Уитч», канадскими эсминцем «Аннаполис», корветом «Реджина» и «Монктон» — в направлении конвоя, который был атакован немецкой подлодкой. Связь с конвоем была установлена в 00:03 уже 14 сентября, когда один из кораблей сопровождения, эсминец «Оттава», был торпедирован подлодкой U-91 и затонул. В то время как остальные корабли охраны бросились за подлодкой, Западные местные конвойные силы с «Брантфордом» приняли на себя обязанность сопровождать конвой вплоть до канадских вод.
5 февраля 1943 года «Брантфорд», обеспечивая охрану конвоя ON-162 вместе с корветом «Дандас» в районе острова Сейбл, установил контакт с неизвестной подлодкой. Хотя существовали серьёзные сомнения в достоверности данных об обнаружении подлодки как таковой, экипаж принял решение сбросить пять глубинных бомб. С августа по сентябрь 1943 года «Брантфорд» пробыл на ремонте в Квебеке, а в апреле 1944 года был переведён в группу W-2 Западных местных конвойных сил. 7 мая 1944 года во время очередного патрулирования корвет снова установил контакт с подлодкой: к югу от мыса Рейс (Ньюфаундленд) фрегат «Вэллифилд», входивший в состав группы сопровождения C-1, был торпедирован подлодкой U-548. Входившие в группу W-2 корветы «Брантфорд», «Тимминс» и «Агассиз» отправились на помощь группе. Экипаж «Брантфорда» установил связь с подлодкой в районе 16:24, спустя 14 часов после того, как «Вэллифилд» пошёл ко дну, и сбросил 19 глубинных бомб. Подтверждения контакта с подлодкой так и не было получено, хотя на поверхности океана вскоре были замечены следы вылившегося топлива, а дно в районе сброса глубинных бомб было испещрено следами взрывов.
В июне 1944 года «Брантфорд» вошёл в состав Центральноокеанских конвойных сил, в группу C-3. В составе данной группы «Брантфорд» 2 июня отправился в Великобританию в составе конвоя HX.294, а вернулся в конце месяца того же месяца в составе конвоя ONS.242. С августа по сентябрь 1944 года он снова был на ремонте в Сидни (Новая Шотландия, ремонт завершён 12 сентября 1944 года). В отличие от других кораблей, на «Брантфорде» бак не расширялся: подобных корветов КВМФ Канады, не подвергавшихся подобным реновациям, было немного. После второго ремонта «Брантфорд» был переоборудован в учебное судно для персонала канадской военно-морской базы Корнуоллис: в этом статусе он нёс службу с 26 сентября 1944 года вплоть до конца Второй мировой войны.
16 июля 1945 года корвет «Брантфорд» отправился в Галифакс для разгрузки боеприпасов, а затем в Сидней для разгрузки прочего снаряжения. Последний свой поход под флагом КВМФ Канады он совершил 3 августа, вернувшись в Галифакс. 17 августа «Брантфорд» был окончательно исключён из состава флота Канады в Сореле (Квебек), после чего отплыл в Галифакс и был продан Джорджу Ирвингу из Нью-Брансуика. Переоборудован в китобойное судно GRT-714, с 1950 года плавал под флагом Гондураса и под названием «Олимпик Эрроу» (англ. Olympic Arrow). В 1956 году продан Японии, переименован в «Отори Мару No.14», в 1961 году — в «Кё Мару No.21», а с 1972 года стал буксиром водоизмещением 724 т «Дайто Мару No.71». Последний раз упомянут в регистре Ллойда в 1962—1963 или 1972—1973 годах. Разрезан на металл в 1976 году.

## Командиры
С момента принятия корвета «Брантфорд» в состав КВМФ Канады и до завершения боевых действий Второй мировой войны в Европе корветом командовали следующие офицеры:
| Воинское звание | Имя командира                  | Оригинал имени                  | Начало службы    | Конец службы     |
| --------------- | ------------------------------ | ------------------------------- | ---------------- | ---------------- |
| Лейтенант       | Уильям Дэвид Фалконер Джонстон | William David Falconer Johnston | 15 мая 1942      | 26 апреля 1943   |
| Лейтенант       | Джон Альфред Роберт Аллан      | John Alfred Robert Allan        | 27 апреля 1943   | 17 августа 1943  |
| Лейтенант       | Реджинальд Каррен Итон         | Reginald Curren Eaton           | 18 августа 1943  | 29 сентября 1944 |
| Лейтенант       | Джеймс Патрик Киран            | James Patrick Kieran            | 29 сентября 1944 | 27 апреля 1945   |
| Лейтенант       | Р. М. Смилли                   | R. M. Smillie                   | 27 апреля 1945   | 17 августа 1945  |